# Šibka jedrska sila
Šíbka interákcija ali šíbka jêdrska síla je ena od štirih osnovnih interakcij v naravi. Običajno jo povezujemo z razpadom beta ter z njim povezano radioaktivnostjo. Kvanta šibke interakcije sta bozona W (W+ in W-) ter bozon Z (Z0).
Šibka interakcija deluje na:
- nevtrine
- nabite leptone
- kvarke

Šibka interakcija omogoča leptonom in kvarkom ter njihovim antidelcem izmenjavo energije, mase in električnega naboja - z drugimi besedami omogoča, da se en delec pretvori v drugega.
Ker je njena jakost milijardokrat manjša od jakosti močne interakcije (10-18 m), je njen doseg omejen na razdalje znotraj atomskega jedra. Kratek doseg pojasni tudi velika masa kvantov šibke interakcije (okoli (about 90 Gev).
Šibko interakcijo ter elektromagnetno interakcijo lahko razložimo kot dva vidika ene same elektrošibke sile.